# Tour des Flandres féminin

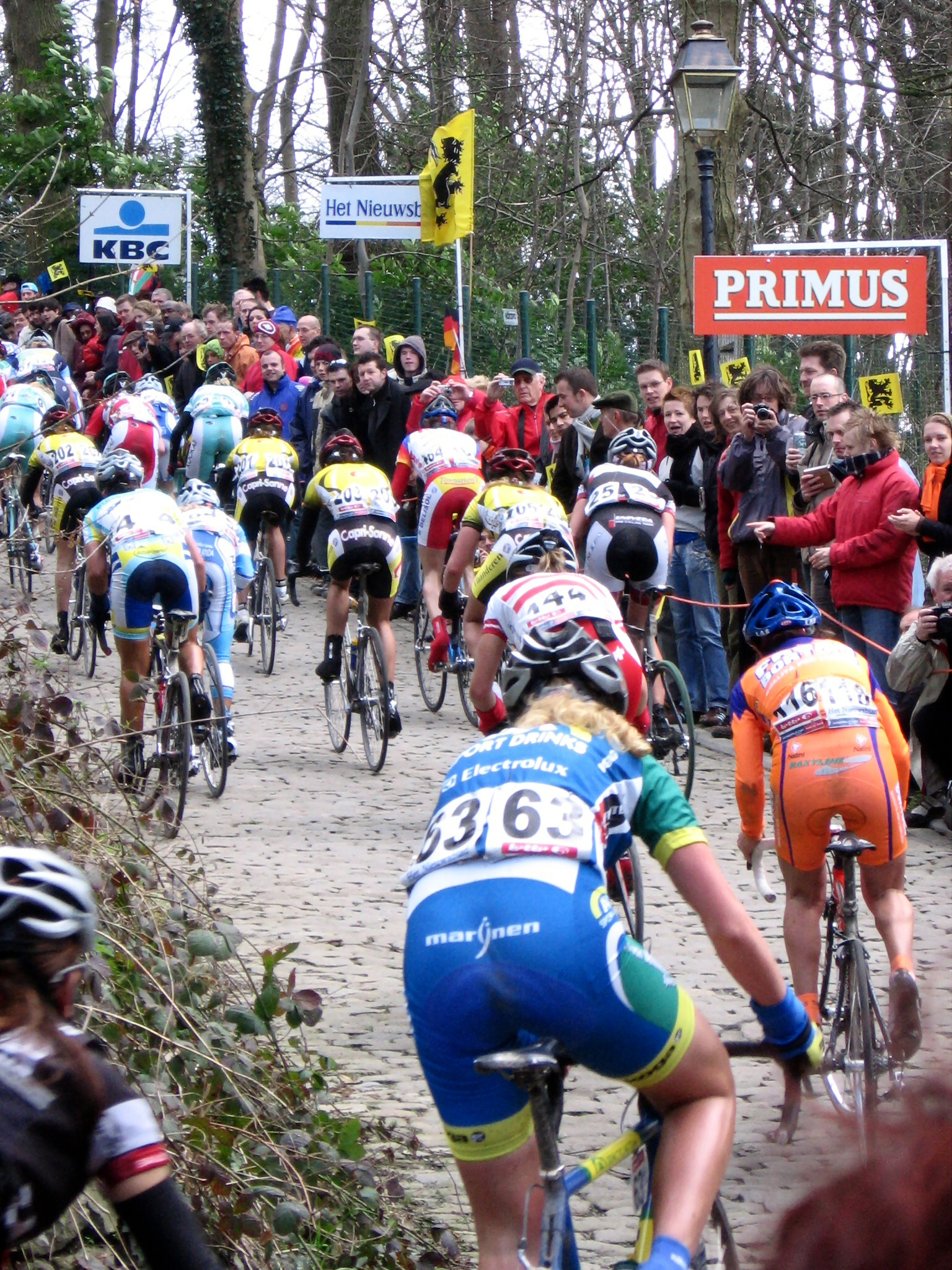

Le Tour des Flandres féminin  est une course cycliste féminine qui se tient tous les ans dans les Flandres en Belgique en ouverture de la course masculine. Le Tour des Flandres féminin est l'une des épreuves de la Coupe du monde de cyclisme sur route féminine depuis sa création en 2004 jusqu'à la disparition de la Coupe du monde en 2015. En 2016, elle intègre l'UCI World Tour féminin. C'est l'une des courses d'un jour les plus prestigieuses du calendrier féminin.

## Palmarès
| Année | Vainqueur                   | Deuxième               | Troisième                   |
| ----- | --------------------------- | ---------------------- | --------------------------- |
| 2004  | Zulfiya Zabirova            | Trixi Worrack          | Leontien van Moorsel        |
| 2005  | Mirjam Melchers             | Susanne Ljungskog      | Monia Baccaille             |
| 2006  | Mirjam Melchers             | Christiane Soeder      | Loes Gunnewijk              |
| 2007  | Nicole Cooke                | Zulfiya Zabirova       | Marianne Vos                |
| 2008  | Judith Arndt                | Kristin Armstrong      | Kirsten Wild                |
| 2009  | Ina-Yoko Teutenberg         | Kirsten Wild           | Emma Johansson              |
| 2010  | Grace Verbeke               | Marianne Vos           | Kirsten Wild                |
| 2011  | Annemiek van Vleuten        | Tatiana Antoshina      | Marianne Vos                |
| 2012  | Judith Arndt                | Kristin Armstrong      | Joëlle Numainville          |
| 2013  | Marianne Vos                | Ellen van Dijk         | Emma Johansson              |
| 2014  | Ellen van Dijk              | Lizzie Armitstead      | Emma Johansson              |
| 2015  | Elisa Longo Borghini        | Jolien D'Hoore         | Anna van der Breggen        |
| 2016  | Lizzie Armitstead           | Emma Johansson         | Chantal Blaak               |
| 2017  | Coryn Rivera                | Gracie Elvin           | Chantal Blaak               |
| 2018  | Anna van der Breggen        | Amy Pieters            | Annemiek van Vleuten        |
| 2019  | Marta Bastianelli           | Annemiek van Vleuten   | Cecilie Uttrup Ludwig       |
| 2020  | Chantal van den Broek-Blaak | Amy Pieters            | Lotte Kopecky               |
| 2021  | Annemiek van Vleuten        | Lisa Brennauer         | Grace Brown                 |
| 2022  | Lotte Kopecky               | Annemiek van Vleuten   | Chantal van den Broek-Blaak |
| 2023  | Lotte Kopecky               | Demi Vollering         | Elisa Longo Borghini        |
| 2024  | Elisa Longo Borghini        | Katarzyna Niewiadoma   | Shirin van Anrooij          |
| 2025  | Lotte Kopecky               | Pauline Ferrand-Prévot | Liane Lippert               |

## Parcours
Le parcours s'est toujours élancé d'Audenarde. Il emprunte globalement les mêmes routes que celui des hommes, surtout dans le final. Il se caractérise par un mélange de monts, souvent pavés, et de secteurs pavés. Ainsi jusqu'en 2011 inclus, le parcours va de l'Ouest vers l'Est et se termine à Meerbeke. Le mur de Grammont suivit du Bosberg en constitue le juge de paix. À partir de 2012, le tracé est grandement renouvelé. L'enchaînement vieux Quaremont, Paterberg en constitue le final.
Le Vieux Quaremont est emprunté pour la première fois en 2011, le Paterberg en 2012 et le Koppenberg en 2022.
La distance de la course s'est accrue au fil du temps. La première édition en 2004, ne comptait que 94 km, la suivante en fait 112 km, en 2011 elle atteint 130 km, 2014 affiche 139 km et 2017 153,3 km.

## Déroulement
Avant 2012, le mur de Grammont est la principale difficulté, mais la course suit des schémas varié. Si Zulfiya Zabirova y sort seule et n'est plus reprise en 2004, en 2005 Mirjam Melchers avait anticiper l'obstacle et finit avec sa coéquipière Susanne Ljungskog. En 2006, Melchers sort à trente kilomètres de l'arrivée. L'année suivante, si le mur provoque la sélection, la tactique prévaut avec une attaque de Nicole Cooke dans les tout derniers kilomètres. Ce schéma se reproduit l'année suivante avec une offensive tardive de Kristin Armstrong et Judith Arndt. L'édition 2009 fait exception avec un groupe de dix-huit coureuses qui se joue la victoire dans la dernière ligne droite avec la victoire d'Ina-Yoko Teutenberg, une pure sprinteuse,,,. En 2010, Grace Verbeke attaque dès le Molenberg à quarante-quatre kilomètres de l'arrivée et s'impose seule. Enfin en 2011, l'attaque d' Annemiek Van Vleuten et Tatiana Antoshina est produite dans les tout derniers kilomètres,.
Après 2012, la décision s'opère le plus souvent dans le vieux Quaremont (2012, 2013, 2016, 2019 et 2020) avec un petit groupe se départageant ensuite au sprint, si on excepte 2020 où Chantal Blaak arrive seule. Par trois fois (2014, 2015 et 2018), une échappée solitaire va au bout en partant en haut du Kruisberg. L'édition 2017 se conclut au sprint avec la victoire de Coryn Rivera. En 2021, le Paterberg permet de départager les concurrentes, tandis qu'en 2022, la décision s'opère encore plus proche de l'arrivée.